# Tegestria montana
Tegestria montana is een hooiwagen uit de familie Epedanidae.